# Jimena Amarillo
Jimena Amarillo Peiró (Valencia, 2001) es una cantante y compositora española, conocida musicalmente como Jimena Amarillo.

## Biografía
Jimena Amarillo Peiró nació en Valencia en el año 2000. Comenzó a tocar el violín a los 5 años en la escuela Suzuki. Creció escuchando Zoo, La Gossa Sorda, La Raíz y Extremoduro, grupos que influenciaron su música. Aprendió a tocar la guitarra de forma autodidacta. Pronto compuso sus primeras canciones. Realizó bachillerato artístico, previamente a un grado superior de sonido.
En verano de 2020, compartió varias canciones en plataformas musicales que le llevaron a sacar su primer álbum en 2021, con el título Cómo decirte, mi amor. Lo publicó con la discográfica Mushroom Pillow. Este lanzamiento está compuesto por diez temas, entre los que destaca su gran éxito «Cafeliko», que fue su primer disco de oro. En 2022, lanzó el EP Mientras ando junto a su compañero Belicemanu, una pequeña pieza compuesta por otras cuatro canciones. 
Desde el año 2023 reside en Madrid, desde donde arrojó al mercado su segunda obra en solitario compuesta por doce canciones, llamada La pena no es cómoda. En enero de 2025 interpretó la canción «Libertad sin ira» en el primer acto del gobierno español por los 50 años de la muerte del dictador Francisco Franco.

## Vida personal
Amarillo es abiertamente lesbiana.

## Discografía
- Cómo decirte, mi amor (2021)[3]
- Mientras ando (2022)[3]
- La pena no es cómoda (2023)[3]